# 키이우호

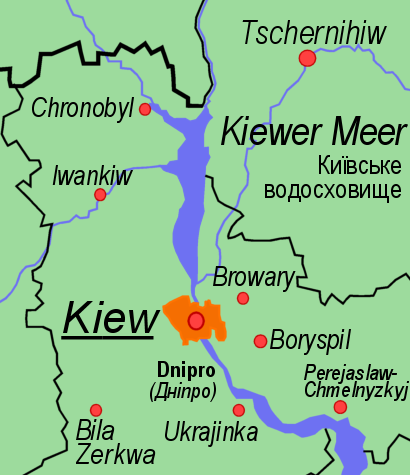
키이우호

키이우호(Київське водосховище)는 우크라이나 키이우주 드니프로강에 있는 저수지이다. 호수 남쪽에 있는 키이우에서 이름을 따온 키이우호의 표면적은 922km2로 키이우 수력발전소가 비슈호로드 라이온 비슈호로드에 세워지고 형성됐다. 키이우호 물은 주로 수력발전, 산업 및 공공용 소비, 관개를 위해 사용된다.